# 4S運動

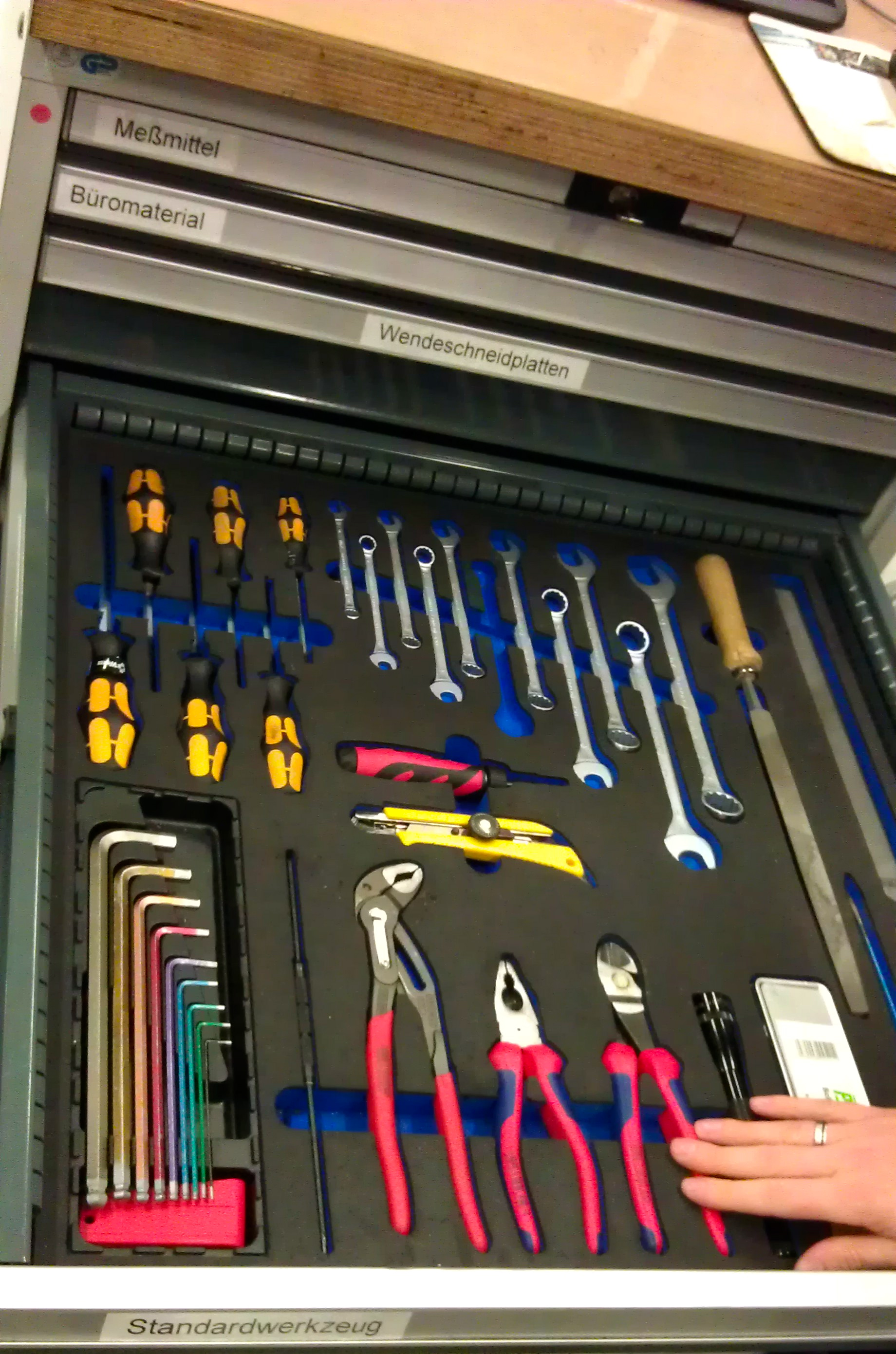
整頓された工具

4S運動（よんえすうんどう）は、製造業やサービス業を営む会社で行われる運動である。従業員に職場の3S（整理・整頓・清潔）、これに清掃を加えた4つの要素の重要さを認識させ、これらを徹底させる啓発活動であり、これによって職場をより快適かつより安全なものにし、生産やサービスの効率化や品質向上を図る。
整理・整頓・清潔・清掃の日本語をローマ字で表記すると頭文字がいずれも「S」となることから名付けられた。4S活動（よんえすかつどう）、あるいは単に4S（よんえす）とも呼ばれるほか、4つの要素がすべて「セ」で始まることから、「４セ運動」と呼ばれることもある。

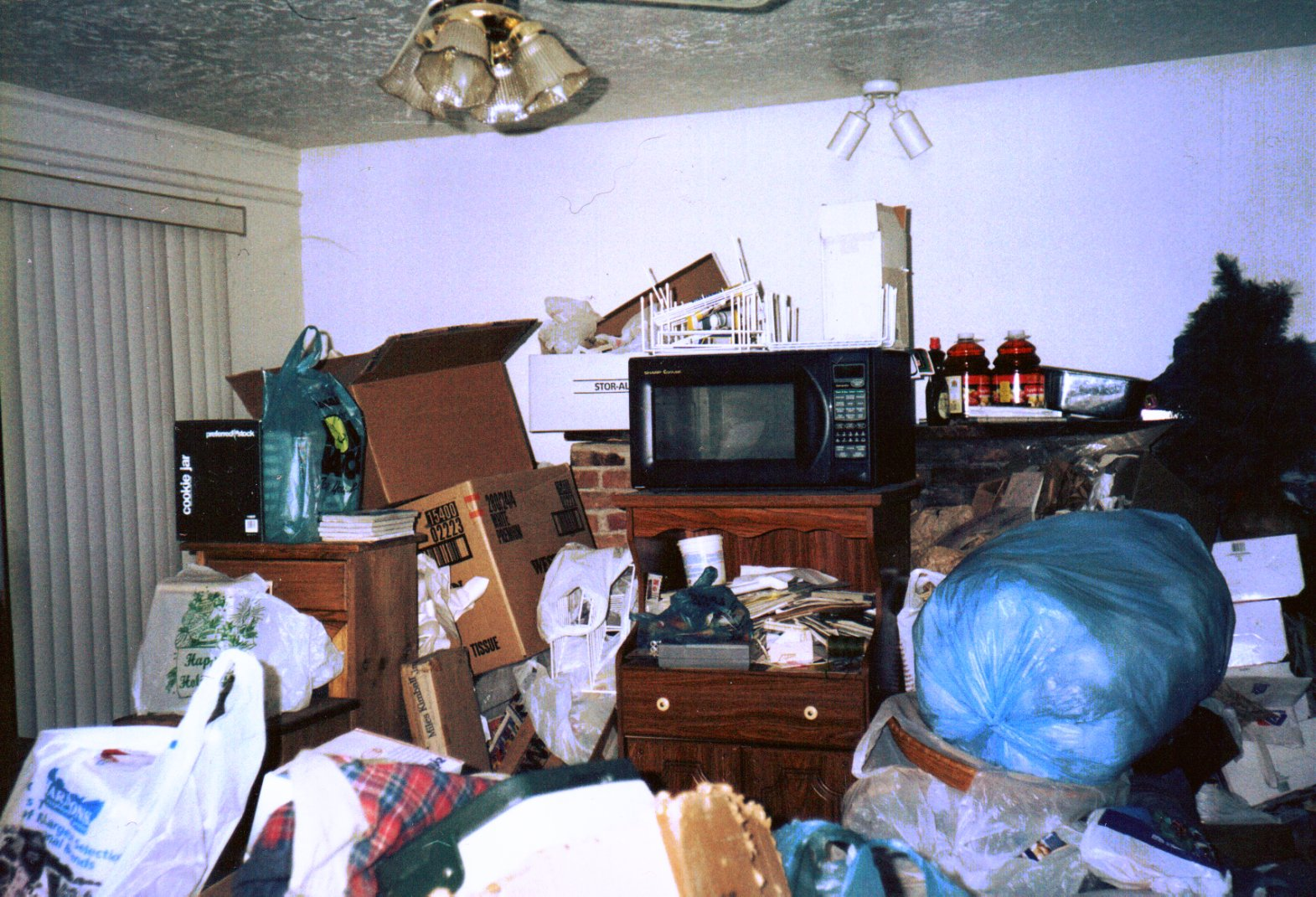
整理されていない状態

整理
必要なものと不要なものを区別し、不要なものを捨てる。「迷ったら捨てろ」の原則と言い、「いつか必要になるかもしれない」物を思い切って捨てるよう指導されることもある。
整頓
仕事に必要な道具・資料を、必要なときに容易に探し出せるように整えて配置・収納しておく。
清潔
衣服・装備に汚れやきずがないようにする。また、粉塵・ガスや有毒な薬品からの防護を適切にする。
清掃
仕事によって生じたちり・ほこり・ごみを片付ける。
これらは一見すると付加価値を生まない、利益に結びつかない雑用のように思えるが、実はこれらの徹底が効率化や品質向上にとって重要なのだ、という経験則あるいは思想を根拠にしている。
一方でこれらの題目に異議を唱える人はいないため、惰性的に4S活動が継続し、より正確には「4S活動」「整理整頓」「清潔清掃」と唱えることだけが継続し、実質的に何の成果も生まない「4S活動」が、少なからぬ事業所で見られる。その場合、4Sのうち清掃のみを行うだけに留まることが多い。

## 5S
4S運動に躾を加えたものを5Sとし、4Sの維持、習慣化の活動が行われている。